# Gronauer Mühle

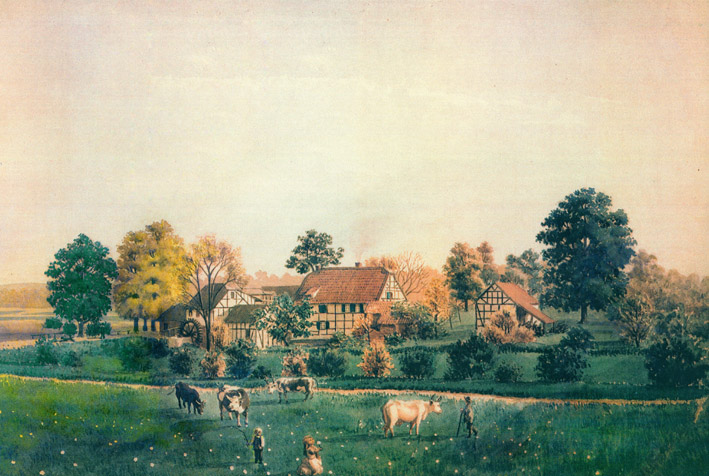
Die Gronauer Mühle gegen Ende des 19. Jahrhunderts; Deckfarbenmalerei von Wilhelm Scheiner

Gronauer Mühle ist ein Ortsteil im Stadtteil Stadtmitte von Bergisch Gladbach. Bis 1904 stand hier eine Getreidemühle an der Strunde, die dem Ortsteil den Namen gab.

## Geschichte
Die erste urkundliche Erwähnung der Mühle stammt von 1413, als Herzog Adolf I. das alte Schloss Bensberg, die Kirchspiele Bensberg und Herkenrath sowie die Gronauer Mühle verpfändete. Am 4. Februar 1483 wurde der Gronauer Hof mit seiner Mahlmühle und dem inzwischen am zweiten Gefälle errichteten Schleifkotten an Everhard von Schlebusch und seine Frau Katharina in Erbpacht gegeben. Die Erben des Dietrich von Schlebusch verkauften ihr Erbpachtrecht am 15. August 1588 an die Eheleute Gottfried von Steinen und Maria von Gürtzgen von Haus Lerbach.
Nachdem die Buchmühle nicht mehr für die Versorgung der wachsenden Siedlerzahl ausreichte, wurde die Gronauer Mühle die zentrale Frucht- bzw. Getreidemühle in Gladbach und Umgebung. Die Grafen von Berg statteten sie mit einem umfangreichen Zwangsmahlrecht aus. Dass es immer wieder Streit wegen dieses Mahlzwangs gab, ist nur zu verständlich, denn es gab für viele der ihm unterliegenden Bauern wesentlich kürzere Wege zu anderen Mühlen. Um 1600 entbrannte deswegen ein Rechtsstreit zwischen den Brüdern David und Dietrich von Zweiffel in Zweiffelstrunden und dem damaligen Gronauer Erbpächter Gottfried von Steinen um das Zwangsmahlrecht. Nach etwa zwei Jahrzehnten Prozessdauer entschied die Hofkammer zugunsten von Steinens und bestätigte das bestehende Recht.
Um 1870 gehörten zur Gronauer Mühle rund 121 Morgen Land, darunter die Lange Wiese, die Schlemmerwiese, das kleine Wiesgen und der Gronauer Mühlenbusch, der zur Gronauer Waldsiedlung wurde. Sie stand zu dieser Zeit im Eigentum der Gräfin Karolina von Geyr-Schweppenburg. Nach ihrem Tod am 18. Februar 1892 erbte Josef von Geyr-Schweppenburg die Mühle, der sie 1897 an Richard und Anna Zanders verkaufte. Sie ließen die Mühle 1904 abreißen.
Einer ihrer berühmtesten Bewohner war der Lucas-Pitter, ein Bergisch Gladbacher Original.
| Jahr | Einwohner | Wohn- gebäude | Kategorie |
| ---- | --------- | ------------- | --------- |
| 1871 | 10        | 1             | Mühle     |
| 1885 | 3         | 1             | Wohnplatz |
| 1905 | 4         | 1             | Wohnplatz |